# Gezielte Tötung
Als gezielte Tötung (englisch targeted killing) versteht man die von einem Staat oder einer Organisation durchgeführte Tötung einer Person, die als ungesetzlicher Kombattant oder allgemeine Bedrohung für die Sicherheit der eigenen Bevölkerung angesehen wird. Die Taktik steht häufig im Zusammenhang mit asymmetrischer Kriegsführung und wird insbesondere gegen Personen angewendet, die sich in Staaten aufhalten, in denen der Einsatz konventioneller Streitkräfte nicht möglich ist und in denen die dortigen Behörden eine straf- oder völkerrechtliche Verfolgung der entsprechenden Person nicht durchsetzen können oder wollen. Neben geheimdienstlichen Operationen kann dies auch eine Kommandooperation einer polizeilichen oder militärischen Spezialeinheit sein. Die Tötungen können sowohl im eigenen Land als auch auf fremdem Gebiet erfolgen.
Seit Ende der 2000er Jahre setzen die USA zunehmend ferngesteuerte unbemannte Fluggeräte (Drohnen) ein, um ausgewählte Menschen in anderen Ländern mit Luft-Boden-Raketen zu töten, wobei auch Unbeteiligte ums Leben kommen (vgl. Kollateralschaden). Die Zahl der getöteten Menschen geht in die Tausende.
Die Vorgehensweise ist juristisch und ethisch umstritten, wird jedoch unter westlichen Staaten und deren Verbündeten in der Regel geduldet. Kritiker wie Thomas Fischer bezeichnen das Vorgehen häufig als grundsätzlich illegal und als staatlich sanktionierten Mord, und den Begriff der „gezielten Tötung“ dementsprechend als beschönigend. In der jüngeren Vergangenheit führte diese Praxis zu teilweise erheblichen politischen Spannungen, etwa zwischen den USA und Pakistan sowie Israel und mehreren europäischen Ländern. Seit den 2010er Jahren haben die USA vor allem durch die Verstärkung der Drohnenangriffe in Pakistan auf Terrorverdächtige erhebliche Kritik von verschiedenen Seiten auf sich gezogen. Dabei sind nach unabhängigen Studien allein in Pakistan bereits mehrere hundert Unbeteiligte ums Leben gekommen. Auch einige amerikanische Juristen bezeichneten die Praxis in offiziellen Anhörungen als „klaren Bruch des Völkerrechts“.

## Internationale Verbreitung der Anwendung
Seit den 1950er-Jahren nutzt Israel die Taktik der gezielten Tötungen im Kampf gegen Personen, die als Feinde eingestuft sind. Bereits damals wurden Offiziere der ägyptischen Streitkräfte, die Einsätze arabischer Guerillakräfte koordinierten, durch Briefbomben getötet. In den 1970er-Jahren wurde die Terrororganisation „Schwarzer September“ nach deren Geiselnahme bei den Olympischen Spielen 1972 durch gezielte Tötungen zerschlagen, wobei aufgrund einer Verwechslung irrtümlich ein Unbeteiligter durch israelische Agenten getötet wurde (Lillehammer-Affäre). Bei der anschließenden Tötung von Ali Hassan Salameh wurden darüber hinaus mindestens zwei weitere Unbeteiligte getötet.
Das südafrikanische Apartheidregime verübte mittels paramilitärischer Einheiten, am bekanntesten die Polizeigruppe Vlakplaas sowie die Armeesondereinheit Civil Cooperation Bureau, mehrere Attentate auf politische Gegner, von denen einige mit Todesfolge endeten. Prominente Beispiele sind die Aktionen gegen Griffiths Mxenge, Anton Lubowski, Ruth First und die Familie von Marius Schoon. Dabei spielte es keine Rolle, ob sich die Zielpersonen zum Zeitpunkt des Attentates in anderen Staaten aufhielten. In anderen Fällen, wie bei Albie Sachs und Joe Slovo, misslangen die Anschläge. Die meisten dieser Übergriffe trugen sich in den 1980er Jahren zu.

## Diskussion in Deutschland
In Deutschland wurden gezielte Tötungen ab 2001 wiederholt thematisiert. Mit den Worten „wer den Tod liebt, kann ihn haben“ brachte der damalige Bundesinnenminister Otto Schily das Thema in die Diskussion ein. Der damalige Innenminister Wolfgang Schäuble sprach sich im Juli 2007 für den Einsatz der Taktik aus. Soldaten des Kommando Spezialkräfte der Bundeswehr äußerten 2005 gegenüber deutschen Medien, sie hätten den Befehl gehabt, lokale Führer krimineller Organisationen in Afghanistan zu töten. Luftaufklärungsergebnisse von Bundeswehr-Tornados über Süd-Afghanistan dienten der NATO vor Ort zur Ausführung von Targeted Killings, die der US-amerikanische Präsident Bush nach dem 11. September 2001 im Rahmen einer grundsätzlichen Genehmigung für gezielte Tötungen weltweit angeordnet hatte. Der ehemalige Bundesminister für Verteidigung Thomas de Maizière vertrat in der Debatte um die Beschaffung von bewaffneten Drohnen 2012 die Meinung, dass Deutschland sich niemals an „extralegalen Tötungen“ beteiligen werde.

## Terminologie
Die Benennung des Sachverhaltes ist umstritten und von der jeweiligen politischen Einschätzung abhängig. Bei gegen den Westen gerichteten Aktionen nannte man sie stets „Mord“ oder „ungesetzliche Tötung“. Deutsche Terroristen nannten ihre Tötungen von Symbolfiguren der Gesellschaft „Hinrichtungen“. Deutsche Politiker werten die gegenwärtigen „gezielten Tötungen“ Israels entweder als „Hinrichtung“ (Johannes Gerster, CDU) oder als „gezielte Ermordung“ (Daniel Cohn-Bendit, B’90/Grüne).
Die meisten Kritiker werfen dem Terminus Verschleierung und Beschönigung vor, bewerten ihn also als Euphemismus. Die deutsche Bundesregierung hat, ebenso wie eine Vielzahl weiterer westlicher Regierungen, den Begriff „Tötungen“ beziehungsweise „gezielte Tötungen“ übernommen.
Durch die Verwendung eines sprachlichen Konstrukts (Tautologie) wird ein Teilaspekt derartiger Handlungen („Zielgerichtetheit“) besonders betont und somit der entgegengesetzte Aspekt der Inkaufnahme unschuldiger Mitopfer (siehe „Kollateralschaden“) in den Hintergrund gerückt.

## Historische Beispiele
Für das Prinzip der gezielten Tötung gibt es zahlreiche Beispiele in der Geschichte. 1940 verübte die sowjetische GPU wegen seiner Agitation gegen den Stalinismus einen tödlichen Anschlag auf Leo Trotzki in dessen mexikanischem Exil. Zur Zeit des Vietnam-Kriegs gab es 1968–1969 die Operation Phoenix, die in der heutigen Taskforce 373 eine Entsprechung findet. Weitere Beispiele sind das vom bulgarischen Geheimdienst verübte so genannte Regenschirmattentat von 1978 in London, die versuchte Tötung des libyschen Staatschefs Muammar al-Gaddafi durch die USA im Jahre 1986 sowie, um sich einen langwierigen und verlustreichen Krieg zu ersparen, die versuchte Tötung des damaligen irakischen Herrschers Saddam Hussein am 20. März 2003, ebenfalls durch die USA.

### US-Drohnenangriffe
Unter US-Präsident Barack Obama sind 542 Drohnen-Einsätze gegen mutmaßliche Terroristen bekannt; dabei kamen 3797 Menschen ums Leben, darunter 324 Zivilisten. Nach einer FOIA-Anfrage 2013 veröffentlichten die Joint Staff die aktualisierte Version ihrer Kriterien zur Zielauswahl.
Unter Obamas Nachfolger Donald Trump beschleunigte sich das Tempo, mit dem US-amerikanischen Drohnenangriffen durchgeführt wurden, noch einmal deutlich, in den ersten 45 Tagen seiner Amtszeit bereits um 432 Prozent. Insgesamt wurden in Trumps ersten zwei Amtsjahren bereits mehr Drohnenangriffe (2243 Einsätze) durchgeführt als während Obamas acht Jahren Amtszeit. 2019 verbot Trump dem US-Militär, die Opferzahlen der Luftschläge zu veröffentlichen – Obama hatte solche Veröffentlichungen seinerzeit kurz vor Ende seiner Amtszeit vorgeschrieben.
Präsident Joe Biden reduzierte Drohnenangriffe nach seinem Amtsantritt stark, setzte sie vorübergehend komplett aus und erließ neue Richtlinien, die sie in Zukunft weiter einschränken sollen. Unter Bidens Präsidentschaft reduzierten sich US-Drohnenangriffe auf ein Allzeittief. Allerdings verwies Biden nach dem Rückzug aus Afghanistan ausdrücklich auf die Möglichkeit der sog. „Over the Horizon“-Angriffe, um weiterhin Terroristen zu bekämpfen, auch ohne Präsenz von US-Truppen vor Ort.
Im August 2022 starb Ayman al-Zawahiri auf seinem Balkon in Kabul durch eine Hellfire R9X.
US-Drohnenangriffe in Pakistan
Seit etwa 2004 sind die USA dazu übergegangen, Drohnenangriffe auf von ihnen identifizierte Terrorverdächtige in bestimmten Gebieten Pakistans durchzuführen. Im August 2011 legte das Bureau of Investigative Journalism (BIJ) einen Bericht über die Angriffe vor, für den etwa 2000 Medienberichte ausgewertet wurden. Demnach wurden seit 2004 mindestens 291 Einsätze durchgeführt, bei denen zwischen 2292 und 2863 Menschen starben. Mindestens 1104 seien der Untersuchung nach verletzt worden. 126 bewaffnete Anführer der Islamisten, die namentlich bekannt sind und mehrere hundert militante Islamisten wurden getötet. Etwa 385 bis 775 Unbeteiligte, darunter 164 Kinder, kamen demnach bei den Angriffen ums Leben. Die amerikanischen Behörden nennen dagegen 2050 Todesopfer, von denen 2000 militante Islamisten gewesen sein sollen. Unter den in Pakistan durch Drohnenangriffe getöteten Islamisten befindet sich auch der deutsche Staatsbürger Bünyamin Erdoğan, der am 4. Oktober 2010 in der pakistanischen Region Wasiristan ums Leben kam.
Seit dem Amtsantritt von Barack Obama weitete die CIA die Angriffe aus. Es wurde etwa alle vier Tage ein Einsatz durchgeführt. Insgesamt sollen laut dem BIJ-Bericht von damals bis August 2011 236 Angriffe mit mindestens 1842 Toten geflogen worden sein. Die pakistanische Regierung duldet die Angriffe auf ihrem Territorium, legt aber immer wieder formal Protest ein. Bei der Bevölkerung stoßen die Angriffe mehrheitlich auf starke Ablehnung. So forderte etwa das pakistanische Parlament am 12. April 2012 die Einstellung der Attacken.

### Der Fall Anwar al-Awlaki
Im April 2010 wurde bekannt, dass der islamistische Extremist Anwar al-Awlaki als erster US-Bürger seit 2001 auf eine CIA-Liste der meistgesuchten Extremisten gesetzt wurde, die zur Festnahme oder Tötung ausgeschrieben sind.
Nasser al-Awlaki, der Vater von Anwar, versuchte mit einem Team von jemenitischen und US-amerikanischen Rechtsanwälten zu erreichen, dass ein Bundesgericht in den USA die gezielte Tötung seines Sohnes verbietet, da sie illegal sei und der Verfassung der Vereinigten Staaten widerspreche.
Ende September 2011 wurde Anwar al-Awlaki nach einem Bericht des US-Militärs schließlich zusammen mit dem US-Bürger Samir Khan sowie zwei weiteren Personen bei einem Drohnenangriff im Jemen getötet. Laut der Washington Post wurde der Angriff vom Justizministerium der Vereinigten Staaten autorisiert.
Zwei Wochen später, am 14. Oktober 2011, wurde auch al-Awlakis 16-jähriger Sohn Abdulrahman, der ebenfalls die US-Staatsbürgerschaft besaß, im Jemen auf die gleiche Weise getötet. Dabei starben acht weitere Menschen. Die USA brachten ihn nie mit al-Qaida-Aktivitäten in Verbindung.

### Kritik
Die Praxis dieses Drohnenkriegs wird sowohl international als auch von Kritikern innerhalb der USA zum Teil massiv kritisiert. So ist etwa stark umstritten, ob diese vom Völkerrecht gedeckt sind. So bezeichnete die Juristin und Völkerrechtsexpertin Mary Ellen O’Connell bei einer Anhörung vor einem Ausschuss des US-Repräsentantenhauses im April 2010 die Drohnenangriffe als „klare Verletzung des Völkerrechts“. Wegen der fehlenden Rechtsgrundlage könnten die für die Drohnenangriffe verantwortlichen CIA-Mitarbeiter in anderen Ländern verhaftet und wegen Mordes angeklagt werden.

## Entwicklung in Israel seit 2001

### Positionen der israelischen Politik
Israel, das seit dem Ausbruch der Zweiten Intifada im Jahr 2000 diese Strategie auf Führer von Hamas und anderen Gruppen anwendet, verweist auf Aspekte der Notwehr. Es wird der Palästinensischen Autonomiebehörde vorgeworfen, nicht gegen Terroristen vorzugehen beziehungsweise diese sogar zu unterstützen. Eigentliches Ziel sei weiterhin die juristische Verfolgung und, im Falle einer Nichtdurchsetzbarkeit, die Abwendung von Gefahr.

### Israelische Reaktion auf den Tod Unbeteiligter
Bei Versuchen oder durchgeführten gezielten Tötungen werden auch immer wieder unbeteiligte Zivilisten getötet, was dem Gebot der „Waffenreinheit“ der israelischen Streitkräfte widerspricht. Bekanntestes Beispiel ist die gezielte Tötung von Salah Schehade mit einer Ein-Tonnen-Bombe, bei der weitere 14 Menschen, zumeist Kinder, getötet wurden, obwohl mehrere Luftwaffengeneräle vom Aufenthalt mehrerer Kinder und Zivilisten nahe Schehade wussten. Der damalige Ministerpräsident Israels, Ariel Scharon, bezeichnete die Mission dennoch als großen Erfolg, da Schehade getroffen wurde.
Infolge der zunächst relativ hohen Zahl getöteter Unbeteiligter änderten die israelischen Streitkräfte ihr Vorgehen. Jagdbomber und herkömmliche Bomben wurden nur noch selten für die Durchführung eingesetzt, die zunehmend durch Hubschrauber und speziell entwickelte Raketen geringer Sprengkraft exekutiert wird. Infolgedessen wurden weniger Unbeteiligte getötet. Gleichzeitig kam es jedoch zu Situationen, in denen geplante Tötungen nicht verwirklicht werden konnten. Im September 2003 scheiterte die Tötung eines Großteils der Führung der Hamas, da die zu gering dimensionierte Sprengbombe nur einen Teil des Gebäudes zerstörte, in dem diese sich aufhielten.

### Diskussion um politische Folgen
Es ist innerhalb der israelischen Politik umstritten, welche Konsequenzen die Strategie der gezielten Tötungen birgt.
Befürworter der Taktik verweisen darauf, dass die Hamas nach der Tötung wichtiger Führer in den Jahren 2003 und 2004 Selbstmordattentate vollständig einstellte. Die Zahl der von Palästinensern durchgeführten Selbstmordattentate ging parallel zum Einsatz gezielter Tötungen zwischen 2002 und 2006 um mehr als 90 % zurück. Es ist allerdings unklar, welche Rolle andere Faktoren wie die Errichtung der Sperranlage für diese Entwicklung spielen. Es wird vermutet, dass gezielte Tötungen eine gewisse Abschreckungswirkung erzielen.
Kritiker verweisen auf die zunehmende Radikalisierung der palästinensischen Gesellschaft und eine Schwächung der kompromissbereiten Kräfte. Von der israelischen Armee angefertigte offizielle Studien sehen mittelfristig eine Zurückdrängung des Einflusses der Hamas. Am 25. Januar 2005 erklärte die Regierung Scharon, vorübergehend von gezielten Tötungen abzusehen, um den nach der Wahl Mahmud Abbas’ aufkeimenden Friedensprozess zu unterstützen.

## Personen
Durch die Politik der gezielten Tötung sind folgende Personen betroffen:
- In den 1980er-Jahren versuchte die französische Regierung, den Linksterroristen „Carlos“ und den arabischen Terroristen Abu Nidal zu töten.
- Britische Sicherheitskräfte töteten Angehörige der IRA in der Operation Flavius.
- Die Vereinigten Staaten haben seit 2002 mehrere Anführer von al-Qaida im Jemen und Pakistan getötet.[41]
- Am 27. August 2001 wurde der PFLP-Führer Abu Ali Mustafa durch Israel getötet.
- Am 23. Juli 2002 wurde der Gründer des bewaffneten Arms der Hamas, Salah Shehada, bei einem israelischen Luftangriff gezielt getötet. Er war Planer vieler Anschläge gegen israelische Zivilisten.[42]
- Am 21. August 2003 wurde Ismail Abu Schanab, ein Führer der Hamas mit zwei Leibwächtern bei einem Hubschrauberangriff in Gaza-Stadt gezielt getötet.
- Die ranghöchste Person, die bei einer gezielten Tötung ums Leben kam, war der Gründer und geistige Führer der Terrororganisation Hamas Ahmad Yasin, der am 22. März 2004 bei einem Angriff der israelischen Armee zusammen mit mindestens sieben weiteren Personen durch drei Hellfire-Raketen eines Kampfhubschraubers getötet wurde.[43][44]
- Am 17. April 2004 wurde der Nachfolger von Ahmad Yasin, Abd al-Aziz ar-Rantisi getötet. Sein Fahrzeug wurde bei einem Angriff mit einem Hubschrauber der israelischen Armee von mindestens zwei Raketen getroffen.[45]
- Am 12. November 2019 wurden Baha Abu al-Ata, der Führer des islamischen Dschihad und seine Frau gezielt getötet.[46] Nach heftigem palästinensischem Raketenbeschuss bombardierte die israelische Luftwaffe den Gazastreifen und tötete dabei 34 Palästinenser.[47]
- Am 3. Januar 2020 wurde der iranische Offizier Qasem Soleimani unter Einsatz einer Drohne gezielt getötet. Dies war das erste Mal, dass die US-Streitkräfte Drohnen zur Tötung eines hochrangigen ausländischen Offiziers auf fremdem Boden einsetzten.[48]

## Positionen der Staatengemeinschaft
International lehnt die Mehrheit der Staaten diese Maßnahmen ab; sie seien mit dem Gedanken des Rechtsstaats kaum zu vereinbaren, da dem Opfer jede Möglichkeit der Verteidigung gegen die begründenden Anschuldigungen fehle. Auch der damalige UN-Generalsekretär Kofi Annan bezog eindeutig Stellung und verurteilte die „Liquidation“ des Hamas-Führers Abd al-Aziz al-Rantisi am 17. April 2004 durch Israel. Die Tat verletze internationales Recht. Er forderte Israel auf, die gezielten Tötungsaktionen sofort einzustellen. Vor allem von arabischen Staaten werden die gezielten Tötungen Israels als Form des Staatsterrorismus bezeichnet und mit den Attentaten palästinensischer Terroristen auf israelische Zivilisten und Soldaten verglichen.
Die gezielte Tötung des jordanischen Terroristen Abu Musab az-Zarqawi durch die US-Armee in Irak im Juni 2006 wurde jedoch in den internationalen Medien weitgehend mit Wohlwollen aufgenommen.

## Völkerrechtliche Erwägungen
Gegner der Politik der gezielten Tötung verweisen auf die Regelungen des Vierten Genfer Abkommen von 1949, nach der es untersagt sei, unbewaffnete Zivilisten militärisch gezielt anzugreifen. Allerdings ist umstritten, ob Anführer von bewaffneten Gruppen unter den Definitionsbereich des unbewaffneten Zivilisten fallen. Andererseits gilt in jedem Rechtsstaat die Unschuldsvermutung und es müssten vor einer Exekution auch die Informationen über mutmaßliche „Anführer“ geprüft werden, um ihnen den Status unbewaffneter Zivilisten abzusprechen.
Ebenfalls wird der internationale Pakt über bürgerliche und politische Rechte von 1966 angeführt, der auch von Israel ratifiziert wurde und der Hinrichtungen ohne rechtskräftige Urteile verbietet. Auch hier existieren Argumentationen, die in Analogie zu dem ebenfalls urteilslosen finalen Rettungsschuss einem Staat das Recht zuschreiben, unter bestimmten Umständen Mitglieder von allgemein als terroristisch anerkannten Gruppen beim Verüben eines Terroraktes zu töten. Außerdem sind Tötungen im Zuge militärischer Auseinandersetzungen wohl keine Hinrichtungen im Sinne dieses Vertrages. Ob dieser Vertrag hier zur Geltung kommt, hängt also davon ab, ob man die Tötung als Hinrichtung oder als militärische Aktion gegen einen feindlichen Anführer bewertet. Diesbezüglich ist jedoch sehr interessant, wer die Definition vornimmt bzw. wer eine Legitimierung z. B. durch einen Geheimdienst oder das Militär überprüft.
Aus dem Bericht der Vereinten Nationen vom 18. September 2013, geht hervor, dass allein in Pakistan seit 2004 mindestens 2200 Menschen durch Drohnen getötet wurden – darunter mindestens 400 Zivilisten. Dieselbe Quelle berichtet von mehr als 52 getöteten Zivilisten seit 2009 im Jemen.
Weitere Länder, in denen unbemannte Flugkörper eingesetzt werden, sind Afghanistan, Libyen, Irak, Somalia und Gaza.
Die zivilen Opferzahlen wurden bislang wesentlich niedriger eingeschätzt. Wie auch immer man also ferngesteuerte Angriffe hinsichtlich der Legitimierung bewertet – so geben die aktuellen Zahlen den Kritikern neue Argumente, um diese Operationen fortan völkerrechtlich neu zu bewerten.